# João Pinto Coelho
João Pinto Coelho (* 1967 in London) ist ein portugiesischer Schriftsteller und Holocaustforscher. Er lebt in Lissabon, Portugal.

## Leben
João Pinto Coelho wurde 1967 in London geboren. Später lebte er in New York, wo er Architektur studierte (Abschluss 1992) und an einem professionellen Theater im Bühnenaufbau arbeitete. Parallel begann er sich zunehmend mit dem Holocaust zu beschäftigen, der ihn seit seiner Jugend interessierte, als er Fernsehsendungen dazu im portugiesischen Fernsehen nach der Nelkenrevolution 1974 sah.
Seine nächsten Lebensphasen verbrachte Pinto Coelho danach in der portugiesischen Hauptstadt Lissabon, wo er hauptsächlich als Lehrer arbeitete. Im Jahr 2000 beschloss er, seinem angespannten und zeitintensiven Leben in der Hauptstadt zu entkommen und ging an eine Schule im ländlichen Raum, in Valpaços. Dort, im abgelegenen Nordosten Portugals, fand er die Zeit und die Ruhe, neben seiner täglichen Arbeit auch als Schriftsteller tätig zu werden und sich weiter seinem Interesse am Holocaust zu widmen.
2009 und 2011 nahm er an zwei Aktionen des Europarats im KZ Auschwitz teil, wo er mit Historikern an der weiteren Aufarbeitung der Geschehnisse im KZ zusammenarbeitete. Er lebte eine Zeitlang in Krakau, traf sich mit einer Vielzahl KZ-Überlebender und forschte zum jüdischen Leben vor dem Zweiten Weltkrieg. Danach schuf er das Programm 1st Per-son/A Letter to Meir Berkovich, über das portugiesische und polnische Jugendliche sich in Auschwitz begegnen. Zudem wurde er zu einer Vielzahl Veranstaltungen zu diesem Thema eingeladen, u. a. zu einer internationalen Konferenz über Auschwitz in der Gulbenkian-Stiftung.
Im Jahr 2015 erschien sein erster Roman Perguntem a Sarah Gross (port. für: Fragt Sarah Gross). Das Manuskript des Romans war 2014 bis in die Endauswahl des Prémio LeYa gekommen.
Pinto Coelho schrieb seinen zweiten Roman Os Loucos da Rua Mazur (port. für: Die Verrückten der Rua Mazur-Straße) in den folgenden zwei Jahren. Die Handlung steht erneut im Zusammenhang mit dem Zweiten Weltkrieg und entspinnt sich zwischen den USA, dem Nordosten Polens und Paris und dem Zeitraum zwischen der Vorgeschichte des Zweiten Weltkriegs und der Gegenwart. Das Werk gewann den Prémio LeYa 2017.
Pinto Coelho ist verheiratet und hat drei Kinder. Er lebt mit seiner Familie in Murça und lehrt Bildende Kunst in Valpaços. Der Autor gibt seine täglichen Fahrten durch die charakteristischen Landschaften der Region Trás-os-Montes und ihre Weinberge als bedeutenden Einfluss und Ideengeber an.

## Veröffentlichungen
- 2015: Perguntem a Sarah Gross (Dom Quixote 2015, BIS 2018)
- 2017: Os Loucos da Rua Mazur (LeYa 2018), Sieger Prémio LeYa 2017